# Melfalán
El melfalán o melfalano es un medicamento que se emplea en el tratamiento de distintos tipos de cáncer. Pertenece al grupo de los fármacos alquilantes y su acción es citotóxica (tóxica para las células). Produce mielosupresión, es decir disminuye la actividad productora de células sanguíneas por la médula ósea, por lo cual a lo largo del tratamiento es recomendable realizar controles periódicos de sangre para comprobar si existe anemia, leucopenia o trombopenia que obliguen a retrasar o disminuir la administración del medicamento.

## Indicaciones
Está indicado el tratamiento de los siguientes tumores malignos: melanoma, sarcomas de tejidos blandos de extremidades, mieloma múltiple, cáncer de ovario y neuroblastoma.

## Dosis y vía de administración
Se emplea por vía intravenosa a una dosis variable dependiendo del tipo de tumor, como medicamento único o asociado u otros agentes para el tratamiento del cáncer.
Generalmente se administra de forma periódica a intervalos de tiempo variables. En el cáncer de ovario por ejemplo, se emplea una dosis de 1 mg por kg de peso a intervalos cíclicos de 4 semanas.
También se utiliza vía oral en mieloma múltiple secretor

## Efectos secundarios
Los más corrientes derivan de su efecto depresor sobre la médula ósea lo que ocasiona anemia, leucopenia y trombopenia. También produce trastornos gastrointestinales como náuseas, vómitos, estomatitis y diarrea. Otros efectos que se han descrito son fibrosis pulmonar, reacciones cutáneas y alopecia (perdida de pelo) que no es habitual con las dosis convencionales.